# Cathedral Building
El  Cathedral Building (originalmente llamado Federal Realty Building), construido en 1914, fue el primer rascacielos de estilo neogótico al oeste del río Misisipi, ubicado en Oakland, California. Fue incluido en el Registro Nacional de Lugares Históricos el 2 de enero de 1979.

## Historia

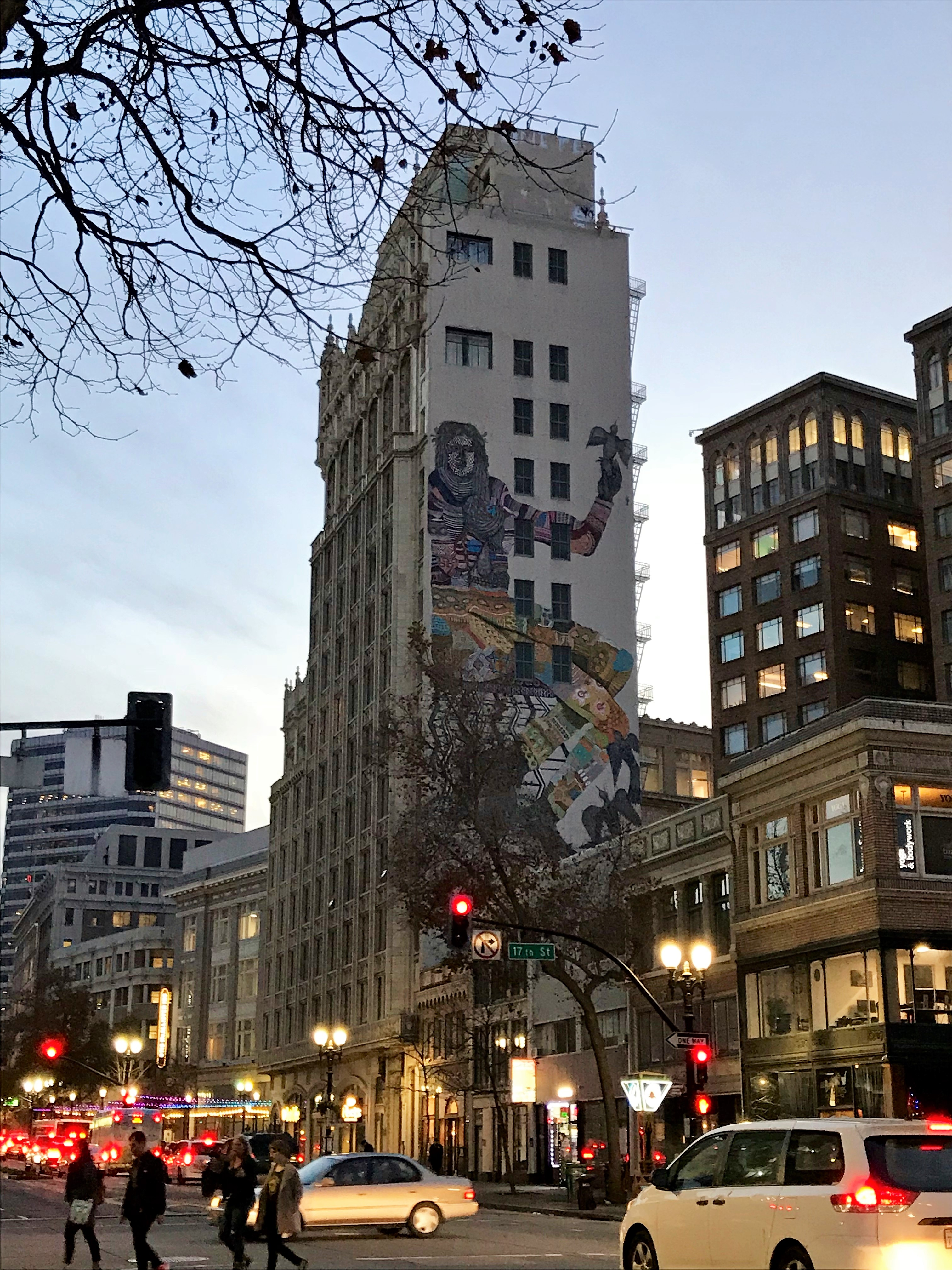
Mural de las Naciones Unidas de Zio Ziegler en la pared norte.

También se le llama el "Pastel de bodas" por su apariencia, que se asemeja al edificio Flatiron de Nueva York. Su forma triangular estrecha es el resultado de su ubicación en Latham Square, donde Telegraph Avenue se bifurca en diagonal desde Broadway. Fue diseñado por el arquitecto Benjamin Geer McDougall. Fue desarrollado por Brog Properties, una empresa de desarrollo del Downtown que renovó el edificio para unidades residenciales y comerciales mixtas.
En junio de 2015, la Fundación de las Naciones Unidas encargó al artista Zio Ziegler que creara un mural en la pared orientada al norte del Cathedral Building. El mural conmemora la firma de la Carta de las Naciones Unidas en San Francisco, California, el 26 de junio de 1945.
En el tercer piso está el apartamento de Cassius en la película Sorry to Bother You.